# Station Hof
Station Hof var navnet på bryggeriet Carlsbergs egen godsbanegård i Valby. Herfra kørtes øl til depoter vest for Storebælt – op til 120 jernbanevogne i døgnet. Det første kørte fra stationen i 1937. Stationen blev en integreret del af den nye tappehal Ny Tap, der blev påbegyndt opført i 1952-55.
Stationen blev brugt af Carlsberg frem til 1985. Herefter husede stationen nogle veterantog fra Dansk Jernbane-Klub indtil 1990, hvor sporene blev fjernet. Bygningen blev ombygget til autoværksted og rummede desuden en kantine, kontorer og lagre, mens store dele af den stod tom. Bygningen er nu nedrevet for at gøre plads til den nye Carlsberg Station, der har erstattet Enghave Station, samt UCC Campus Carlsberg. Nærmere bestemt lå Station Hof der, hvor Tapperitorvet og Bohrs Tårn ligger i dag.